# Praça Dam

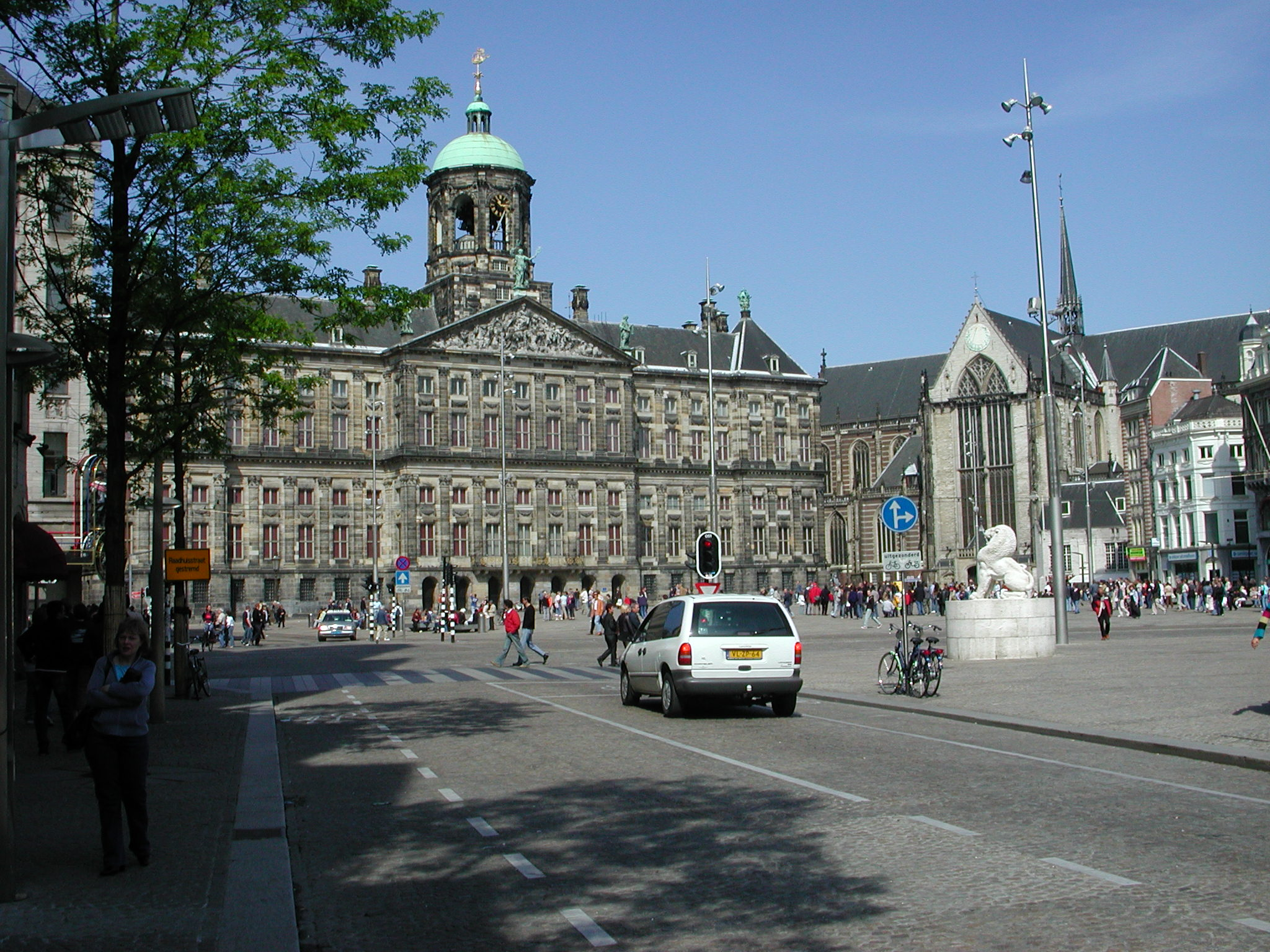
Praça Dam, em 2005. Ao fundo, o Palácio Real de Amesterdão e a Nieuwe Kerk.

A Praça Dam é uma praça situada na cidade de Amsterdã, mais especificamente em seu centro histórico, na província neerlandesa da Holanda do Norte. É um dos lugares mais importantes e conhecidos da cidade por conta de seus edifícios famosos e eventos frequentes.
No centro da praça localiza-se o Monumento Nacional (em neerlandês: Nationaal Monument), um memorial construído em homenagem aos neerlandeses mortos na Segunda Guerra Mundial, em outros conflitos e em missões de paz. Foi inaugurado no dia 4 de maio de 1956 pela Rainha Juliana. O monumento, com forma semelhante a de um pilão, possui cerca de 25 metros de altura e é feito de travertino.

## Pontos de interesse

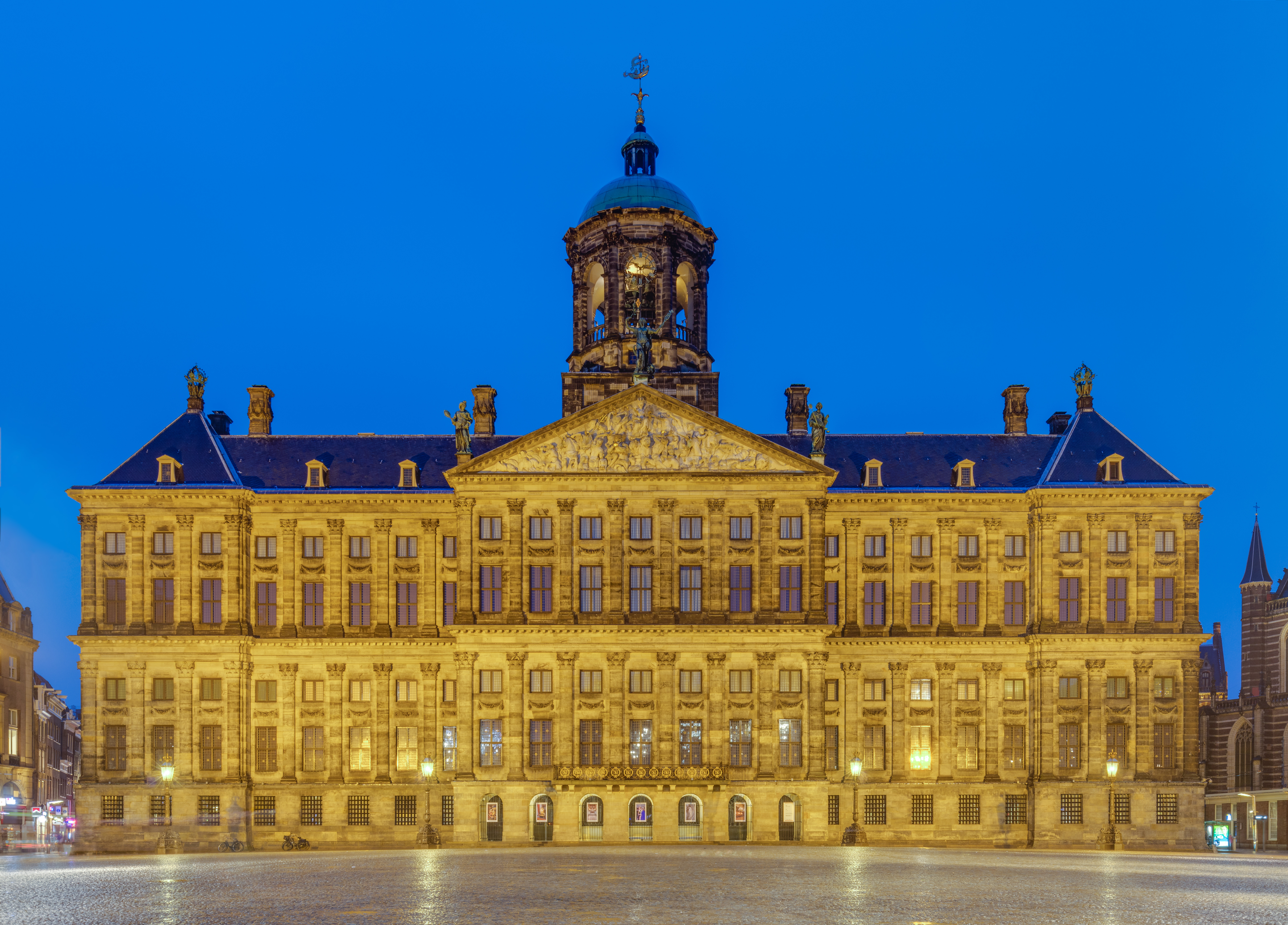
Fachada do Palácio Real de Amesterdão, em frente à Praça Dam, em 2016.

Os seguintes pontos de interesse situam-se nas redondezas da Praça Dam:
- De Groote Club
- Grand Hotel Krasnapolsky
- Loja da Peek & Cloppenburg
- Loja principal da De Bijenkorf
- Madame Tussauds
- Magna Plaza
- Nieuwe Kerk
- Palácio Real de Amesterdão
- Swissôtel Amsterdam